# 塩崎村 (山梨県)
塩崎村（しおざきむら）は山梨県北巨摩郡にあった村。現在の甲斐市の西端にあたる。

## 地理
- 河川：釜無川、塩川

## 歴史
- 1875年（明治8年）6月 - 巨摩郡下今井村・志田村・岩森村・宇津谷村が合併して塩崎村となる。
- 1878年（明治11年）7月22日 - 郡区町村編制法の施行により、塩崎村が北巨摩郡の所属となる。
- 1889年（明治22年）7月1日 - 町村制の施行により、塩崎村が単独で自治体を形成。
- 1955年（昭和30年）3月5日 - 登美村と合併して双葉町が発足。同日塩崎村廃止。

## 村長
- 網蔵平輔（貴族院多額納税者議員）[1]

## 交通

### 鉄道路線
- 日本国有鉄道
  - 中央本線
    - 塩崎駅

### 道路
- 国道20号

現在は旧村域を中央自動車道、中部横断自動車道が通過するが、当時は未開通。